# Martiska
Martiska järv (est. Martiska järv (Kurtna Martiska järv)) – jezioro w gminie Illuka, w prowincji Virumaa Wschodnia, w Estonii. Położone jest na terenie obszaru chronionego krajobrazu Kurtna (est. Kurtna maastikukaitseala). Ma powierzchnię 3 hektarów, linię brzegową o długości 819 m, długość 380 m i szerokość 160 m. Jest jednym z 42 jezior wchodzących w skład pojezierza Kurtna (est. Kurtna järvestik). Sąsiaduje z jeziorami Kuradijärv, Jaala järv, Must-Jaala, Ahnejärv, Aknajärv, Kirjakjärv.